# Dharamjaigarh
Dharamjaigarh is een nagar panchayat (plaats) in het district Raigarh van de Indiase staat Chhattisgarh. 

## Demografie
Volgens de Indiase volkstelling van 2001 wonen er 13.603 mensen in Dharamjaigarh, waarvan 50% mannelijk en 50% vrouwelijk is. De plaats heeft een alfabetiseringsgraad van 64%. 